# ハイバッハ (ウンターフランケン)
ハイバッハ (ドイツ語: Haibach) は、ドイツ連邦共和国バイエルン州ウンターフランケン行政管区のアシャッフェンブルク郡に属す町村（以下、本項では便宜上「町」と記述する）である。

## 地理

ハイバッハの地区図と土地利用図。ピンクが市街地、白が緑地および耕作地、緑が森林

### 位置
ハイバッハは、アシャッフェンブルクの東南東に位置する。シュペッサルト山地の西端にあたり、アシャッフェンブルクとメスペルブルン城との間にある。

### 地質学
ハイバッハは、地質学的な交差点に位置しており、3つの採石場から異なる3種類の岩石が採取されている。デルモールスバッハから産出される特別に硬い閃緑岩、フィントベルクの砂岩、ヴェンデルベルクの片麻岩である。町内の最高地点はフィントベルクとブーフベルクで海抜約 330 m である。ハイバッハは森林が多くを占めているが、その大部分が混交林である。

### 町域の広がり
町域は、「ドルフ」（村）、新興住宅地、工業地域に分けられる。ドルフは、ハイバッハの広い部分を占めており、主に北側に位置している。ここでは特に、古い列状住宅が形成されており、2階建てより高い建物はない。ここには教会や様々な日用品店があるため、町の中心となっている。
新興住宅地は丘陵地にある。ここには大きい一戸建ての新しい家屋が建っている。工業地域は、ハイバッハの南部、ヴュルツブルガー通り/州道 St 2313号線（旧連邦道 B8号線）沿いにある。ここは、アドラー・モーデメルクテ GmbHなどハイバッハの工業的な部分である。
グリュンモールスバッハとデルモールスバッハは町の南部にある。デルモールスバッハは、プファッフェンベルクの麓にあり、その独特の建物はシュペッサルト山地の別の地域で見られるものである。

### 自治体の構成
自治体としてのハイバッハは、3つの管区、4つの地区からなる。
- デルモールスバッハ
- ハイバッハ
  - デルンホーフ
- グリュンモールスバッハ

### 隣接する市町村
ハイバッハは、北はヘスバッハ、東はベッセンバッハ（ともにアシャッフェンブルク郡）、南から西は郡独立市のアシャッフェンブルクと境を接している。

### 気候
気候は穏和で暖かい気候である（バイエルンのニース）。ハイバッハは、マイン平地とシュペッサルト山地との気候境界にあたる。

## 地名

### 語源
ハイバッハという名前は、町内を流れる同名のハイバッハ川に由来する。この川はゴルトバッハ付近でアシャッフ川に合流する。

### 歴史的表記
歴史資料や文献に登場するこの町の歴史的表記には以下のものがある
- 1187年 Hegebach
- 1248年 Heibach
- 1294年 Heippach
- 1819年 Haibach

### ニックネーム
ハイバッハの住民は「ハイバッヒャー・ヴェレンキッパー」(Haibacher Wellenkipper) と揶揄される。ここで「ヴェレン」 (Wellen) は薪の束を意味している。大きなヴェレンは長さも厚みも 3.5 シュー、小さなヴェレンは長さ 1.5 シュー、厚みが 3 シューである。キッペン (Kippen) は裁断台の縁からはみ出し、手斧で切り落とされた枝の切れ端を意味している。

## 歴史

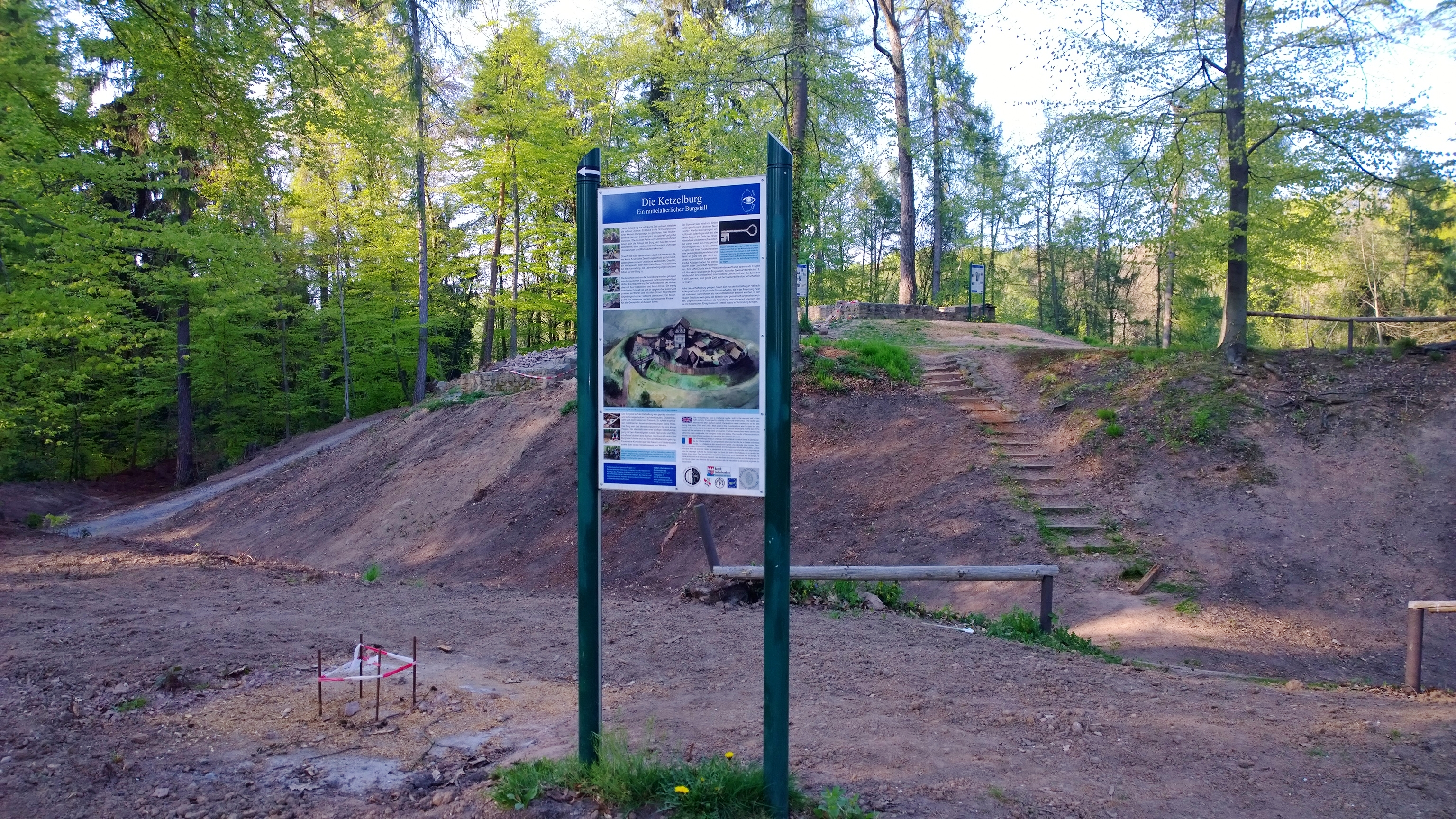
ケッツェルブルクの城館跡

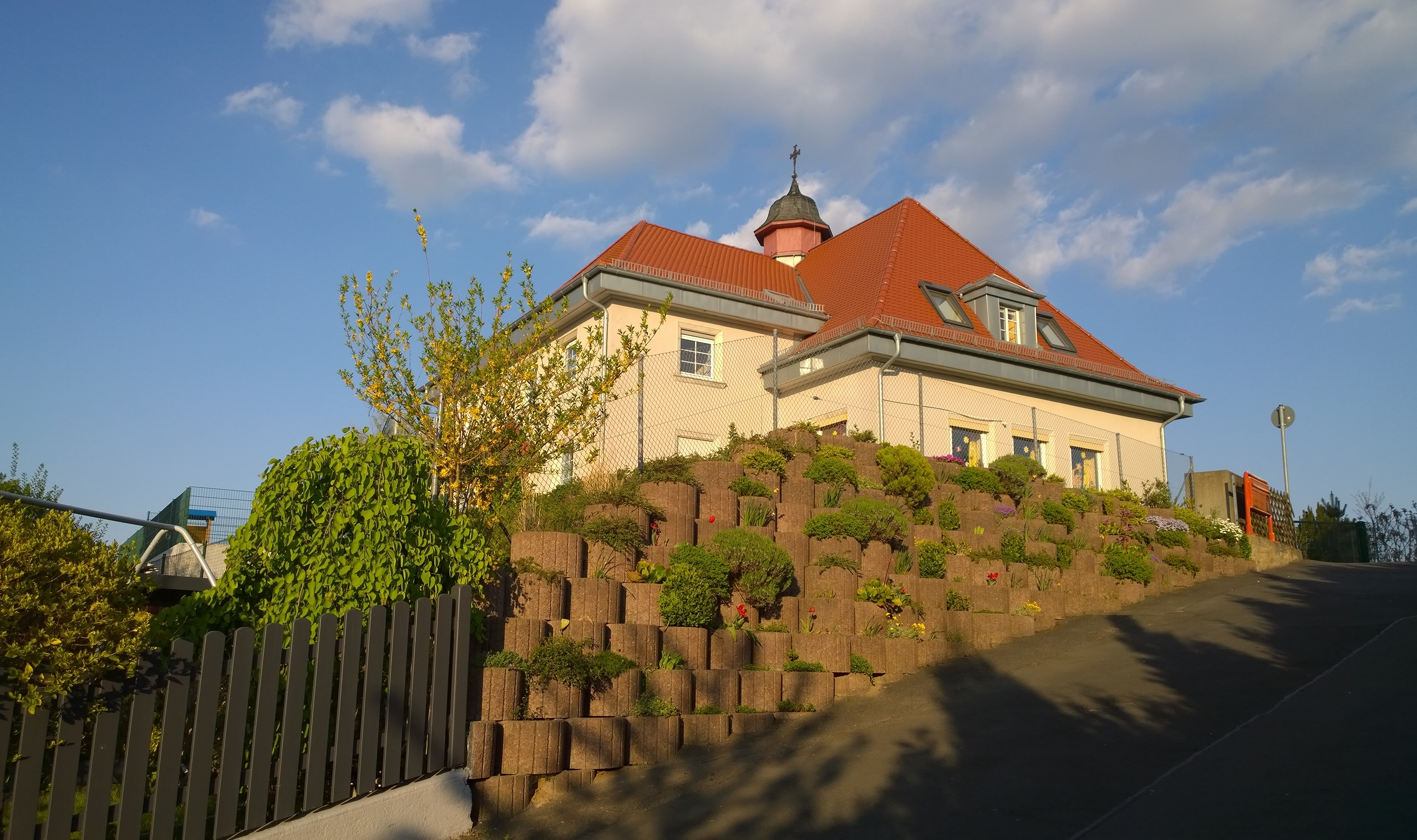
ハイバッハ城砦の推定地。建物はブルク幼稚園。

ハイバッハは、1187年に初めて文書に記録されている。当時街外れのケッツェルブルクという名の貴族の城館があった。その跡は2004年から2006年までと、さらに2014年にも考古学的調査がなされた。この建物は基礎壁が修復された。新しい出土品から、12世紀末頃にはすでにシュペッサルトで分塊炉による鉄の製造が行われていたと結論づけられた。
ハイバッハの原型は Haginaha（境川）という名称であった。
500年の間に地名表記は、Hegebach、Heybach、Haydebach と変遷し、1790年から最終的に現在の名称に修正された。
1862年7月1日にベツィルクスアムト・アシャッフェンブルクが設けられ、ハイバッハはその管轄下に置かれた。1939年ドイツ国全土で「郡」の名称が使われることとなった。ハイバッハは旧アシャッフェンブルク郡の33市町村の一つとなった。この郡は1972年7月1日にアルツェナウ・イン・ウンターフランケン郡と合併して新しいアシャッフェンブルク郡が創設された。
バイエルンの地方発展プランに基づき、ハイバッハは小規模中心地に指定され、フォアシュペッサルト（シュペッサルト山地の前山）地方およびウンターマイン地域の先進的自治体の一つに数えられるようになった。
第二次世界大戦後にハイバッハは、元の農村集落からアシャッフェンブルク都市圏で人気のベッドタウンにますます発展していった。中小の工業系企業や手工業者が進出したことで、この町はその管理能力や指導力を強化していった。
アシャッフェンブルクの衛星都市として田舎風の魅力的な環境に接する立地であることから、ハイバッハはシュペッサルト自然公園に属している。1965年の基礎課程学校および本課程学校を含む学校センター建設や3つの幼稚園設立は、町が拡張的に発展した地域のマイルストーンとなった。町は、自衛消防団の防火拠点として新たな消防署を1974年に建設した。その直後の1977年には文化・スポーツホールやスタジアムを含むスポーツセンターをオープンさせた。1983年のブーフベルクでの新しい水道用高架水槽の建設と森の墓地の聖別ホールの設立は、ハイバッハが小規模中心として要求される前提条件を満たすものであった。1983年に、ユーゲント・フェラインハウス（青少年・クラブハウス）がオープンした。1987年6月21日に、テログループ「ローテ・ツォーラ」による放火テロでハイバッハの「モードマーケット・アドラー」が破壊された。1988年/1989年に、シュポルトフェルツ通りの学校の近くに体育館「アム・ホーエン・クロイツ」が建設された。2001年5月3日、デルモールスバッハ地区で新しく建設されていた公民館が完成した。
この町の象徴建造物は、シュピールプラッツ・ベッセンバッヒャー・ヴェーク沿いの3つの十字架である。これらは、騎士ハイデバッハとその恋人を記念したものである。

### 町村合併
1972年7月1日、それまで独立した町村であったグリュンモールスバッハが合併した。デルモールスバッハは1978年1月1日にこれに加わった。

## 住民

### 宗教
- カトリック教会
  - フリューエの聖ニコラウス教会、ハイバッハ
  - 洗礼者聖ヨハネ教会、グリュンモールスバッハ
  - 洗礼者聖ヨハネ教会、グリュンモールスバッハ（文化財に指定された旧教会）
  - 聖ラウレンティウス教会、デルモースバッハ
- 福音主義教会
  - パウル＝ゲルハルト教会

## 行政

### 議会
ハイバッハの町議会は20人の議員に首長を加えて構成される。

### 首長
2006年からアンドレアス・ツェングライン (CSU) がハイバッハ町長を務めている。

### 紋章
図柄: 銀地に赤の斜め波帯。それに被せて 6本スポークの銀の輪。上部には2枚の葉と1つの実をつけた緑色のオークの枝。下部には斜め波帯に沿って浮遊する 3本の黒い十字架。

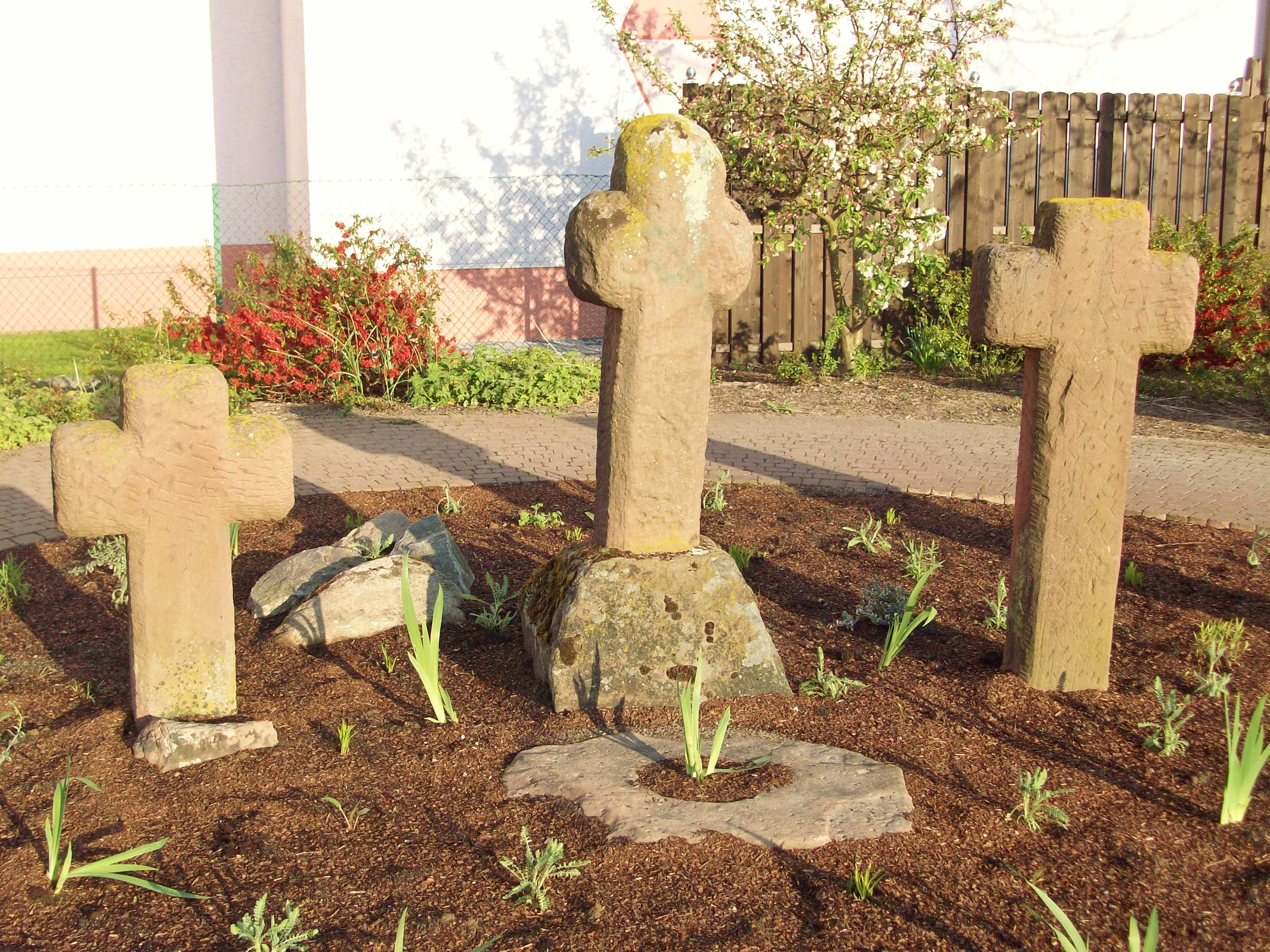
ハイバッハのベッセンバッヒャー・ヴェークに建つ 3本の十字架

紋章の歴史: 1966年から使用されているこの紋章では、波帯が町の名前の一部である –bach（「小川」すなわちハイバッハ川）を象徴している。オークの枝は、オークの木がきわめて豊富なシュペッサルト山地西部という、この町の場所を示している。6本スポークの「マインツの輪」は何世紀もの間ハイバッハの領主権を有していたマインツ大司教・選帝侯領の紋章から採られた。ハイバッハのベッセンバッヒャー・ヴェークに建つ 3本の十字架の由来や意味については明らかでないが、この十字架はこの町の伝説に包まれた象徴的建造物である。

### 姉妹自治体
- マルク（フランス語版、英語版）（フランス、パ＝ド＝カレー県）

## 経済と社会資本
ハイバッハには、アドラー＝モードマーケットチェーンのセンター、ロヴィ・コーポレーションのドイツ本部、レンツィ AG のヨーロッパセンターがある。

### 交通
- ハイバッハは州道 2312号線沿い、アシャッフェンブルク（約 1km）とヴュルツブルク（約 70 km）との間に位置している。
- アシャッフェンブルク行きのバス路線、5号線（デルモースバッハ行き）、16号線、40号線、41号線、47号線
- アウトバーン A3号線のフランクフルト・アム・マイン（約 45 km）とヴュルツブルク（約 75 km）との間。

### 余暇施設
- ハイバッハ猟獣園
- 大きな子供遊戯広場がある「ハイバッヒャー・シュヴァイツ」（ハイバッハのスイス）
- 2009年初めからハイバッハには一般開放されたケッターヴァルト（直訳すると「登攀の森」）がある。
- 新たに修復された水泳プールは2009年に再開された。
- 2011年、ケッターヴァルトの近くにバウムホテルが建設される。

### 教育
- ハイバッハ基礎課程・本課程学校（ミッテルシューレ）
- ハイバッハ基礎課程学校グリュンモールスバッハ分校

## 訳注
1. ↑  シューは「靴」を意味し、単位としてはフィート（フート）とほぼ同じだが、時代によって異なり、1シュー = 約28 – 33 cmである。

## 引用
1. ↑  https://www.statistikdaten.bayern.de/genesis/online?operation=result&code=12411-003r&leerzeilen=false&language=de Genesis-Online-Datenbank des Bayerischen Landesamtes für Statistik Tabelle 12411-003r Fortschreibung des Bevölkerungsstandes: Gemeinden, Stichtag (Einwohnerzahlen auf Grundlage des Zensus 2011)
2. ↑  Bayerische Landesbibliothek Online - Haibach（2015年10月28日 閲覧）
3. 1 2  Wolf-Armin Frhr. v. Reitzenstein: Lexikon fränkischer Ortsnamen. Herkunft und Bedeutung. C.H.Beck, München 2009, ISBN 978-3-406-59131-0, S. 93.
4. ↑  Wilhelm Volkert (Hrsg.): Handbuch der bayerischen Ämter, Gemeinden und Gerichte 1799–1980. C.H.Beck’sche Verlagsbuchhandlung, München 1983, ISBN 3-406-09669-7, S. 422.
5. ↑  tatistisches Bundesamt (Hrsg.): Historisches Gemeindeverzeichnis für die Bundesrepublik Deutschland. Namens-, Grenz- und Schlüsselnummernänderungen bei Gemeinden, Kreisen und Regierungsbezirken vom 27. 5. 1970 bis 31. 12. 1982. W. Kohlhammer GmbH, Stuttgart und Mainz 1983, ISBN 3-17-003263-1, S. 736.
6. ↑  バイエルン州統計局: 2014年3月16日のアシャッフェンブルク郡の市町村議会選挙結果（2015年10月31日 閲覧）
7. ↑  Bayerns Gemeinden - Gemeinde Haibach（2015年10月31日 閲覧）